# Tommy Holmgren
Tommy Holmgren (ur. 9 stycznia 1959 w Palohournas) – szwedzki piłkarz występujący na pozycji pomocnika. Brat innego piłkarza, Torda Holmgrena.

## Kariera klubowa
Holmgren karierę rozpoczynał w 1976 roku w trzecioligowym Gällivare SK. W 1977 roku przeszedł do pierwszoligowego IFK Göteborg, w którym występował do końca kariery w 1989 roku. Przez ten czas zdobył z zespołem cztery mistrzostwa Szwecji (1982, 1983, 1984, 1987) oraz trzy Puchary Szwecji (1979, 1982, 1983). Dwa razy wygrał też z nim rozgrywki Pucharu UEFA (1982, 1987).

## Kariera reprezentacyjna
W reprezentacji Szwecji Holmgren zadebiutował 12 sierpnia 1981 w wygranym 1:0 towarzyskim meczu z Bułgarią. W latach 1981–1986 w drużynie narodowej rozegrał 26 spotkań.